# Joaquim Antônio da Cruz
Joaquim Antônio da Cruz, mais conhecido como Joaquim Cruz (Caxias, 6 de janeiro de 1846 — (Rio de Janeiro, 10 de outubro de 1912), foi um médico, militar e político brasileiro.
Foi senador pelo Estado do Piauí entre 1891 e 1900, além de deputado federal de 1906 a 1911.
Nascido em Caxias, Maranhão, aos 6 de janeiro de 1846, formou-se em medicina na Faculdade Nacional de Medicina, no Rio de Janeiro, e, aos 16 de março de 1876, ingressou no corpo de saúde do Exército Brasileiro como  tenente segundo-cirurgião.
Integrou em 1885 a comissão  da desobstrução do Rio Parnaíba.
Durante o período Império, militou no Partido Liberal.
Foi promovido a capitão, primeiro cirurgião em 5 de março de 1890 e major médico de terceira classe a 27 de março de 1890.
Entre 1900 e 1904, participou da Comissão Demarcadora de Limites com a Argentina, chefiada pelo General Dionísio Evangelista de Castro Cerqueira.
Reformou-se no posto de major médico do Exército Brasileiro,  em 17 de janeiro de 1902.
Após a Proclamação da República foi eleito senador, representante do  Estado do Piauí , por 9 (nove) anos para a Assembléia Constituinte, mas não logrou renovar seu mandato.
Como senador firmou a segunda Carta Política Brasileira que foi a primeira Constituição dos Estados Unidos do Brazil, hoje República Federativa do Brasil.
Em 1906 se elegeu Deputado Federal e foi reeleito em 1909.
Em sua homenagem foram batizados dois vapores que navegaram no Rio das Balsas e Rio Parnaíba,nos Estados do Maranhão e Piauí,  respectivamente o Joaquim Cruz, da Oliveira Pearce & Cia. e o S.S. Senador Cruz, este último incorporado à frota da Companhia de Navegação a Vapor do Parnaíba em 1907 (Cf. GANDARA, op. cit.).
```
Deputado votou favoravelmente ao projeto de anistia de 
Ruy Barbosa
, em que foram anistiados 
João Cândido
 e os demais marinheiros por ele liderados na  chamada 
Revolta da Chibata
 , que aboliu os castigos corporais nas Forças Armadas Brasileiras.
```

Filho do coronel João da Cruz e de Lina Joaquina Castello Branco da Cruz, era irmão do deputado federal João Christino Cruz.
Casou-se com Francisca Braga Torres (Cruz), filha do Brigadeiro Francisco Xavier Torres Junior  e de Maria Pinto Braga Torres e neta do Governador, do Ceará , Francisco Xavier Torres.
Deste consórcio obteve seis filhos: Eurico Cruz, Milton Torres Cruz, João, Maria Lina, a qual, segundo STUDART, (op. cit.), foi casada com o Governador, General e Parlamentar do Ceará, Benjamin Liberato Barroso, Affonsina e Constantino. Consogro do escritor Domingos Olímpio.
Avô do Ministro do Trabalho e Previdência Social Benjamin Eurico Cruz.
Faleceu em 10 de outubro de 1912, de um carcinoma na boca, (cf. STUDART, op.cit.)  e foi sepultado no jazigo perpétuo 4541sp,  Cemitério São João Batista, no Rio de Janeiro .